# Морозов, Пётр Викторович
Пётр Викторович Морозов (1946—2022) — советский и российский учёный-психиатр, редактор, организатор здравоохранения и медицинской науки, доктор медицинских наук, профессор РНИМУ имени Н. И. Пирогова. Генеральный секретарь Всемирной психиатрической ассоциации (2020—2022),  вице-президент Российского общества психиатров (2015—2022).

## Биография
Родился 9 декабря 1946 года в Москве в семье врачей. Его дедом являлся вирусолог, академик АМН СССР Михаил Акимович Морозов, а его отец Виктор Михайлович Морозов был известным психиатром, член-корреспондентом АМН СССР.
В 1971 году окончил лечебный факультет 2-го Московского государственного медицинского института. С 1971 года на научно-исследовательской работе в Институте психиатрии АМН СССР (с 1981 года — Всесоюзный научный центр психического здоровья АМН СССР, с 1992 года — Научный центр психического здоровья РАМН) в качестве врача-психиатра, аспиранта, младшего и старшего научного сотрудника, руководителя научно-исследовательского отдела. В 1977 году П. В. Морозов защитил диссертацию на соискание учёной степени кандидат медицинских наук по теме «Юношеская шизофрения с дисморфофобическими расстройствами», в 1991 году защитил диссертацию на соискание учёной степени доктор медицинских наук по теме: «Клинико-биологические международные исследования проблемы классификации психических заболеваний». Одновременно с основной деятельностью, Морозов занимался издательской деятельностью, с 1981 по 1986 год являясь главным редактором журнала «Biological Approaches to Mental Health», издававшимся на французском и английском языках; с 1990 по 1996 год являлся главным редактором франко-русского журнала «Синапс»; с 1994 по 1999 год являлся главным редактором российско-голландского журнала «Русский медицинский журнал»; с 1999 по 2010 год являлся основателем и главным редактором издательства «MEDIAMEDICA»; в 1999 году он являлся основателем и главным редактором журнала «Психиатрия и психофармакотерапия имени П. Б. Ганнушкина», в 2012 году был основателем и главным редактором научно-публицистической газеты «Дневник психиатра».
Морозов входил в руководство и правление различных международных и российских сообществ в области здравоохранения и психиатрии. С 1979 по 1986 год Морозов возглавлял Программу по биологической психиатрии и психофармакологии и одновременно являлся старшим медицинским советником отдела психического здоровья Всемирной организации здравоохранения при Организации Объединённых Наций. С 1994 года одновременно с научной занимался и педагогической деятельностью в Российском национальном исследовательском медицинском университете имени Н. И. Пирогова в качестве профессора по кафедре психиатрии, одновременно являлся профессором кафедры семейной медицины с курсами клинической лабораторной диагностики, психиатрии и психотерапии в Центральной государственной медицинской академии при Управлении делами Президента Российской Федерации. С 2012 по 2015 год — председатель комиссии по работе с молодыми учеными и с 2015 по 2022 год — вице-президент Российского общества психиатров по вопросам международного сотрудничества. С 2020 по 2022 год — генеральный секретарь Всемирной психиатрической ассоциации.
Умер 17 июля 2022 года в Москве. Похоронен на Ваганьковском кладбище (уч. 30).

## Научная деятельность и вклад в науку
П. В. Морозов занимался научно-исследовательской деятельностью в области проблемы психофармакологии, психовирусологии, диагностики и классификации психических расстройств, истории российской и зарубежной психиатрии. Морозов являлся автором оригинальной методологии международных многоцентровых коллаборативных исследований в области психиатрии. Морозов в 1981 году являлся организатором первого в истории медицины международного симпозиума по проблеме вирусной этиологии психических заболеваний, а в 1984 году первого конгресса в этой области. 
Морозов являлся одним из организаторов и инициаторов проведения в Центральной государственной медицинской академии при Управлении делами Президента Российской Федерации — Первой Всероссийской конференции-конкурса молодых ученых «Психиатрия 21 века: первые шаги в науку и практику» (2021).  Морозов являлся автором более двухсот пятидесяти научных трудов, пятьдесят из которых были переведены на иностранные языки, в том числе десяти монографий, переведённых на девяти иностранных языках. В 2014 году Морозов «за выдающиеся научные достижения, лечение больных и за развитие научных связей с кафедрой психиатрии Мюнхенского университета» был удостоен медали Крепелина–Альцгеймера Мюнхенского университета.

### Профессиональные членства
- Член Исполнительного комитета Европейской коллегии нейропсихофармакологов[англ.] (1987—1989);
- Член секции по классификации и диагностике (1989—1995), член Правления и представитель Всемирной психиатрической ассоциации по Восточной Европе (2011—2020);
- Член Кураториума психиатров дунайских стран (1989—1995);
- Сопредседатель Франко-Российского психиатрического общества (1990—1997 и с 2009);
- Член Комитета экспертов по проблемам психического здоровья Комиссии Совета Европы (с 2006);
- Посол ECNP[англ.] в России (с 2012);
- Член Совета Европейской психиатрической ассоциации[англ.] (с 2012)
- Член редакционной коллегии научно-практического журнала «Кремлевская медицина. Клинический вестник» (с 2021 по 2022)[1][3][4].

## Интересные факты
- С 1967 по 1972 год Морозов являлся организатором, вокалистом и автором песен вокально-инструментального ансамбля «Камертон». Ансамбль был известен по фильму «Белорусский вокзал», где снялся в небольшом эпизоде с песней П. Морозова "А мы орем на всю катушку"[7][1][3][4]
- Морозов являлся победителем Всесоюзного телеконкурса «Алло, мы ищем таланты!»[1][3][4]
- С 1983 по 1984 год Морозов выступал в швейцарской футбольной лиге ветеранов, и являлся обладателем Кубка чемпионата Швейцарии[1][3][4]
- С 1998 по 2005 год Морозов в качестве автора и ведущего медицинской программы «Консилиум» работал на федеральном телеканале «Культура»[3][4]

## Память
- Имя Морозова была присвоена II Международной конференции молодых учёных «Психиатрия 21 века: первые шаги в науку и практику»[8]